# Mistrovství světa v házené žen 2015
22. mistrovství světa v házené žen probíhalo od 5. do 20. prosince v Dánsku. Mistrovství se účastnilo 24 družstev, rozdělených do čtyř šestičlenných skupin. První čtyři týmy postoupily do play off (osmifinále). Titul mistra světa nedokázalo obhájit družstvo Brazílie.

## Kvalifikace
| Pořadatel - Dánsko Mistr světa 2013 - Brazílie Mistr Evropy 2014 - Norsko Dodatečná kvalifikace 2015 - Kazachstán | Evropská kvalifikace - Francie - Maďarsko - Černá Hora - Nizozemsko - Polsko - Rumunsko - Rusko - Španělsko - Švédsko | Mistrovství Afriky 2014 - Angola - DR Kongo - Tunisko Mistrovství Asie 2015 - Čína - Japonsko - Korea | Panamerické mistrovství 2015 - Argentina - Kuba - Portoriko Divoká karta - Německo - Srbsko |

## Výsledky a tabulky

### Základní skupiny

#### Skupina A
|    |            | MNG   | HUN   | DEN   | SER   | JAP   | TUN   | V | R | P | Skóre   | B |
| 1. | Černá Hora | ***   | 32:15 | 23:21 | 28:28 | 29:23 | 37:26 | 4 | 1 | 0 | 149:113 | 9 |
| 2. | Maďarsko   | 15:32 | ***   | 29:22 | 32:26 | 31:21 | 39:20 | 4 | 0 | 1 | 146:121 | 8 |
| 3. | Dánsko     | 21:23 | 22:29 | ***   | 29:20 | 30:21 | 32:20 | 3 | 0 | 2 | 134:113 | 6 |
| 4. | Srbsko     | 28:28 | 26:30 | 20:29 | ***   | 27:22 | 43:21 | 2 | 1 | 2 | 144:132 | 5 |
| 5. | Japonsko   | 23:29 | 21:31 | 21:30 | 22:27 | ***   | 31:21 | 1 | 0 | 4 | 118:138 | 2 |
| 6. | Tunisko    | 26:37 | 20:39 | 20:32 | 21:43 | 21:31 | ***   | 0 | 0 | 5 | 108:182 | 0 |

| 5. prosince 2015 15:45 | Černá Hora     | 28:28   | Srbsko                  | Jyske Bank Boxen, Herning Počet diváků: 4 700 Rozhodčí: García, Marín (ESP) |
| 5. prosince 2015 15:45 | Bulatovićová 8 | (16:14) | Krpežová, Živkovićová 6 | Jyske Bank Boxen, Herning Počet diváků: 4 700 Rozhodčí: García, Marín (ESP) |
| 5. prosince 2015 15:45 | 7× 3×          | Zpráva  | 4× 1×                   | Jyske Bank Boxen, Herning Počet diváků: 4 700 Rozhodčí: García, Marín (ESP) |

| 5. prosince 2015 18:00 | Maďarsko    | 39:20  | Tunisko       | Jyske Bank Boxen, Herning Počet diváků: 7 900 Rozhodčí: Alpaidzeová, Berezkinová (RUS) |
| 5. prosince 2015 18:00 | Tomoriová 6 | (16:5) | Chebbahová 10 | Jyske Bank Boxen, Herning Počet diváků: 7 900 Rozhodčí: Alpaidzeová, Berezkinová (RUS) |
| 5. prosince 2015 18:00 | 2× 1×       | Zpráva | 3× 2×         | Jyske Bank Boxen, Herning Počet diváků: 7 900 Rozhodčí: Alpaidzeová, Berezkinová (RUS) |

| 5. prosince 2015 20:45 | Dánsko        | 30:21   | Japonsko  | Jyske Bank Boxen, Herning Počet diváků: 12 500 Rozhodčí: Lenci, Grillo (ARG) |
| 5. prosince 2015 20:45 | Gravholtová 7 | (17:11) | Hondová 5 | Jyske Bank Boxen, Herning Počet diváků: 12 500 Rozhodčí: Lenci, Grillo (ARG) |
| 5. prosince 2015 20:45 | 3×            | Zpráva  | 3× 2×     | Jyske Bank Boxen, Herning Počet diváků: 12 500 Rozhodčí: Lenci, Grillo (ARG) |

| 6. prosince 2015 16:15 | Japonsko    | 23:29   | Černá Hora      | Jyske Bank Boxen, Herning Počet diváků: 2 500 Rozhodčí: Alpaidzeová, Berezkinová (RUS) |
| 6. prosince 2015 16:15 | Sunamiová 9 | (15:17) | Radičevićová 10 | Jyske Bank Boxen, Herning Počet diváků: 2 500 Rozhodčí: Alpaidzeová, Berezkinová (RUS) |
| 6. prosince 2015 16:15 | 5× 2×       | Zpráva  | 3× 4×           | Jyske Bank Boxen, Herning Počet diváků: 2 500 Rozhodčí: Alpaidzeová, Berezkinová (RUS) |

| 6. prosince 2015 18:30 | Srbsko     | 26:32   | Maďarsko     | Jyske Bank Boxen, Herning Počet diváků: 5 800 Rozhodčí: Grillo, Lenci (ARG) |
| 6. prosince 2015 18:30 | Krpežová 5 | (16:18) | Tomoriová 10 | Jyske Bank Boxen, Herning Počet diváků: 5 800 Rozhodčí: Grillo, Lenci (ARG) |
| 6. prosince 2015 18:30 | 7× 3×      | Zpráva  | 7× 4×        | Jyske Bank Boxen, Herning Počet diváků: 5 800 Rozhodčí: Grillo, Lenci (ARG) |

| 6. prosince 2015 20:45 | Tunisko                | 20:32   | Dánsko    | Jyske Bank Boxen, Herning Počet diváků: 12 000 Rozhodčí: Coulibalyová, Diabatéová (CIV) |
| 6. prosince 2015 20:45 | Chebbahová, Jleziová 5 | (10:16) | 3 hráči 6 | Jyske Bank Boxen, Herning Počet diváků: 12 000 Rozhodčí: Coulibalyová, Diabatéová (CIV) |
| 6. prosince 2015 20:45 | 3×                     | Zpráva  | 3×        | Jyske Bank Boxen, Herning Počet diváků: 12 000 Rozhodčí: Coulibalyová, Diabatéová (CIV) |

| 8. prosince 2015 16:15 | Japonsko | 31:21  | Tunisko | Jyske Bank Boxen, Herning Počet diváků: 2 000 Rozhodčí: Alpaidzeová, Berezkinová (RUS) |
| 8. prosince 2015 16:15 | Hara 9   | (13:9) | Jlezi 5 | Jyske Bank Boxen, Herning Počet diváků: 2 000 Rozhodčí: Alpaidzeová, Berezkinová (RUS) |
| 8. prosince 2015 16:15 | 5× 2×    | Zpráva | 5× 2×   | Jyske Bank Boxen, Herning Počet diváků: 2 000 Rozhodčí: Alpaidzeová, Berezkinová (RUS) |

| 8. prosince 2015 18:30 | Černá Hora | 32:15  | Maďarsko  | Jyske Bank Boxen, Herning Počet diváků: 7 000 Rozhodčí: Arntsen, Røen (NOR) |
| 8. prosince 2015 18:30 | 3 hráči 6  | (15:9) | 3 hráči 3 | Jyske Bank Boxen, Herning Počet diváků: 7 000 Rozhodčí: Arntsen, Røen (NOR) |
| 8. prosince 2015 18:30 | 4× 3×      | Zpráva | 1× 2×     | Jyske Bank Boxen, Herning Počet diváků: 7 000 Rozhodčí: Arntsen, Røen (NOR) |

| 8. prosince 2015 20:45 | Dánsko            | 29:20   | Srbsko        | Jyske Bank Boxen, Herning Počet diváků: 12 500 Rozhodčí: Schulze, Tönnies (GER) |
| 8. prosince 2015 20:45 | L. Jørgensenová 7 | (13:12) | Liščevićová 5 | Jyske Bank Boxen, Herning Počet diváků: 12 500 Rozhodčí: Schulze, Tönnies (GER) |
| 8. prosince 2015 20:45 | 7× 3×             | Zpráva  | 7× 3×         | Jyske Bank Boxen, Herning Počet diváků: 12 500 Rozhodčí: Schulze, Tönnies (GER) |

| 9. prosince 2015 16:15 | Černá Hora    | 37:26   | Tunisko      | Jyske Bank Boxen, Herning Počet diváků: 1 700 Rozhodčí: Lenci, Grillo (ARG) |
| 9. prosince 2015 16:15 | Jaukovićová 9 | (19:12) | Chebbahová 9 | Jyske Bank Boxen, Herning Počet diváků: 1 700 Rozhodčí: Lenci, Grillo (ARG) |
| 9. prosince 2015 16:15 | 6× 3×         | Zpráva  | 2×           | Jyske Bank Boxen, Herning Počet diváků: 1 700 Rozhodčí: Lenci, Grillo (ARG) |

| 9. prosince 2015 18:30 | Srbsko     | 27:22   | Japonsko                 | Jyske Bank Boxen, Herning Rozhodčí: Coulibaly, Diabaté (CIV) |
| 9. prosince 2015 18:30 | Krpežová 6 | (13:12) | Ishitateová, Sunamiová 5 | Jyske Bank Boxen, Herning Rozhodčí: Coulibaly, Diabaté (CIV) |
| 9. prosince 2015 18:30 | 5× 3×      | Zpráva  | 5× 2×                    | Jyske Bank Boxen, Herning Rozhodčí: Coulibaly, Diabaté (CIV) |

| 9. prosince 2015 20:45 | Maďarsko         | 29:22   | Dánsko            | Jyske Bank Boxen, Herning Počet diváků: 12 500 Rozhodčí: Arntsen, Røen (NOR) |
| 9. prosince 2015 20:45 | Szucsánszkiová 8 | (15:12) | S. Jørgensenová 4 | Jyske Bank Boxen, Herning Počet diváků: 12 500 Rozhodčí: Arntsen, Røen (NOR) |
| 9. prosince 2015 20:45 | 4× 1×            | Zpráva  | 5× 3×             | Jyske Bank Boxen, Herning Počet diváků: 12 500 Rozhodčí: Arntsen, Røen (NOR) |

| 11. prosince 2015 18:30 | Maďarsko      | 31:21   | Japonsko   | Jyske Bank Boxen, Herning Počet diváků: 1 500 Rozhodčí: Schulze, Tönnies (GER) |
| 11. prosince 2015 18:30 | Triscsuková 6 | (17:11) | Fujiiová 6 | Jyske Bank Boxen, Herning Počet diváků: 1 500 Rozhodčí: Schulze, Tönnies (GER) |
| 11. prosince 2015 18:30 | 3×            | Zpráva  | 5× 2×      | Jyske Bank Boxen, Herning Počet diváků: 1 500 Rozhodčí: Schulze, Tönnies (GER) |

| 11. prosince 2015 16:15 | Tunisko   | 21:43   | Srbsko      | Jyske Bank Boxen, Herning Počet diváků: 4 000 Rozhodčí: Arntsen, Røen (NOR) |
| 11. prosince 2015 16:15 | 3 hráči 4 | (10:23) | Krpežová 11 | Jyske Bank Boxen, Herning Počet diváků: 4 000 Rozhodčí: Arntsen, Røen (NOR) |
| 11. prosince 2015 16:15 | 5× 3×     | Zpráva  | 3×          | Jyske Bank Boxen, Herning Počet diváků: 4 000 Rozhodčí: Arntsen, Røen (NOR) |

| 11. prosince 2015 20:45 | Dánsko      | 21:23  | Černá Hora    | Jyske Bank Boxen, Herning Počet diváků: 12 500 Rozhodčí: García, Marín (ESP) |
| 11. prosince 2015 20:45 | Hansenová 8 | (7:12) | Jaukovićová 7 | Jyske Bank Boxen, Herning Počet diváků: 12 500 Rozhodčí: García, Marín (ESP) |
| 11. prosince 2015 20:45 | 2× 3×       | Zpráva | 5× 3×         | Jyske Bank Boxen, Herning Počet diváků: 12 500 Rozhodčí: García, Marín (ESP) |

#### Skupina B
|    |            | NED   | SWE   | POL   | ANG   | CHN   | CUB   | V | R | P | Skóre   | B |
| 1. | Nizozemsko | ***   | 28:28 | 31:20 | 37:24 | 42:21 | 45:23 | 4 | 1 | 0 | 183:116 | 9 |
| 2. | Švédsko    | 28:28 | ***   | 31:30 | 37:23 | 47:28 | 49:25 | 4 | 1 | 0 | 192:134 | 9 |
| 3. | Polsko     | 20:31 | 30:31 | ***   | 29:27 | 29:24 | 27:22 | 3 | 0 | 2 | 135:135 | 6 |
| 4. | Angola     | 24:37 | 23:37 | 27:29 | ***   | 32:29 | 38:23 | 2 | 0 | 3 | 144:155 | 4 |
| 5. | Čína       | 21:42 | 28:47 | 24:29 | 29:32 | ***   | 39:30 | 1 | 0 | 4 | 141:180 | 2 |
| 6. | Kuba       | 23:45 | 25:49 | 22:27 | 23:38 | 30:39 | ***   | 0 | 0 | 5 | 123:198 | 0 |

| 5. prosince 2015 16:15 | Nizozemsko             | 42:21  | Čína  | Næstved Arena, Næstved Počet diváků: 2 950 Rozhodčí: Ch. Bonaventura, J. Bonaventura (FRA) |
| 5. prosince 2015 16:15 | Abbinghová, Brochová 7 | (19:9) | Ru 5  | Næstved Arena, Næstved Počet diváků: 2 950 Rozhodčí: Ch. Bonaventura, J. Bonaventura (FRA) |
| 5. prosince 2015 16:15 | 1× 2×                  | Zpráva | 5× 3× | Næstved Arena, Næstved Počet diváků: 2 950 Rozhodčí: Ch. Bonaventura, J. Bonaventura (FRA) |

| 5. prosince 2015 18:30 | Kuba          | 22:27   | Polsko        | Næstved Arena, Næstved Počet diváků: 3 112 Rozhodčí: Schulze, Tönnies (GER) |
| 5. prosince 2015 18:30 | Martínezová 8 | (11:12) | Kudłaczová 11 | Næstved Arena, Næstved Počet diváků: 3 112 Rozhodčí: Schulze, Tönnies (GER) |
| 5. prosince 2015 18:30 | 4× 2×         | Zpráva  | 3× 4×         | Næstved Arena, Næstved Počet diváků: 3 112 Rozhodčí: Schulze, Tönnies (GER) |

| 5. prosince 2015 20:45 | Švédsko     | 37:23   | Angola   | Næstved Arena, Næstved Počet diváků: 3 204 Rozhodčí: Florescuová, Stoiaová (ROM) |
| 5. prosince 2015 20:45 | Hagmanová 8 | (18:12) | André 6  | Næstved Arena, Næstved Počet diváků: 3 204 Rozhodčí: Florescuová, Stoiaová (ROM) |
| 5. prosince 2015 20:45 | 5× 3×       | Zpráva  | 2× 3× 1× | Næstved Arena, Næstved Počet diváků: 3 204 Rozhodčí: Florescuová, Stoiaová (ROM) |

| 6. prosince 2015 16:15 | Čína    | 39:30   | Kuba         | Næstved Arena, Næstved Počet diváků: 1 475 Rozhodčí: Florescu, Sola (ROM) |
| 6. prosince 2015 16:15 | Zhang 8 | (22:15) | Varanesová 7 | Næstved Arena, Næstved Počet diváků: 1 475 Rozhodčí: Florescu, Sola (ROM) |
| 6. prosince 2015 16:15 | 7× 3×   | Zpráva  | 4× 2×        | Næstved Arena, Næstved Počet diváků: 1 475 Rozhodčí: Florescu, Sola (ROM) |

| 6. prosince 2015 18:30 | Angola     | 24:37   | Nizozemsko   | Næstved Arena, Næstved Počet diváků: 2 850 Rozhodčí: Lee, Koo (KOR) |
| 6. prosince 2015 18:30 | Andréová 5 | (11:19) | Polmanová 12 | Næstved Arena, Næstved Počet diváků: 2 850 Rozhodčí: Lee, Koo (KOR) |
| 6. prosince 2015 18:30 | 7× 3×      | Zpráva  | 3×           | Næstved Arena, Næstved Počet diváků: 2 850 Rozhodčí: Lee, Koo (KOR) |

| 6. prosince 2015 20:45 | Polsko       | 30:31   | Švédsko     | Næstved Arena, Næstved Počet diváků: 3 120 Rozhodčí: Ch. Bonaventurová, J. Bonaventurová (FRA) |
| 6. prosince 2015 20:45 | Kudłaczová 6 | (13:15) | Hagmanová 7 | Næstved Arena, Næstved Počet diváků: 3 120 Rozhodčí: Ch. Bonaventurová, J. Bonaventurová (FRA) |
| 6. prosince 2015 20:45 | 2× 3×        | Zpráva  | 5× 3×       | Næstved Arena, Næstved Počet diváků: 3 120 Rozhodčí: Ch. Bonaventurová, J. Bonaventurová (FRA) |

| 8. prosince 2015 16:15 | Kuba      | 23:38   | Angola                  | Næstved Arena, Næstved Počet diváků: 1 284 Rozhodčí: Ch. Bonaventurová, J. Bonaventurová (FRA) |
| 8. prosince 2015 16:15 | 3 hráči 4 | (14:20) | Bernardová, Viegasová 7 | Næstved Arena, Næstved Počet diváků: 1 284 Rozhodčí: Ch. Bonaventurová, J. Bonaventurová (FRA) |
| 8. prosince 2015 16:15 | 6× 3× 1×  | Zpráva  | 4× 2×                   | Næstved Arena, Næstved Počet diváků: 1 284 Rozhodčí: Ch. Bonaventurová, J. Bonaventurová (FRA) |

| 8. prosince 2015 18:30 | Polsko       | 29:24   | Čína  | Næstved Arena, Næstved Počet diváků: 2 584 Rozhodčí: Koo, Lee (KOR) |
| 8. prosince 2015 18:30 | Kudłaczová 7 | (12:11) | Jin 8 | Næstved Arena, Næstved Počet diváků: 2 584 Rozhodčí: Koo, Lee (KOR) |
| 8. prosince 2015 18:30 | 7× 4×        | Zpráva  | 7× 3× | Næstved Arena, Næstved Počet diváků: 2 584 Rozhodčí: Koo, Lee (KOR) |

| 8. prosince 2015 20:45 | Švédsko   | 28:28   | Nizozemsko | Næstved Arena, Næstved Počet diváků: 2 894 Rozhodčí: García, Marín (ESP) |
| 8. prosince 2015 20:45 | Gulldén 8 | (12:15) | Groot 9    | Næstved Arena, Næstved Počet diváků: 2 894 Rozhodčí: García, Marín (ESP) |
| 8. prosince 2015 20:45 | 5× 4×     | Zpráva  | 4× 1×      | Næstved Arena, Næstved Počet diváků: 2 894 Rozhodčí: García, Marín (ESP) |

| 9. prosince 2015 16:15 | Kuba                | 23:45   | Nizozemsko   | Næstved Arena, Næstved Počet diváků: 1 494 Rozhodčí: Koo, Lee (KAR) |
| 9. prosince 2015 16:15 | Lussonová, Rizová 7 | (13:20) | Abbinghová 8 | Næstved Arena, Næstved Počet diváků: 1 494 Rozhodčí: Koo, Lee (KAR) |
| 9. prosince 2015 16:15 | 8× 2×               | Zpráva  | 3× 2×        | Næstved Arena, Næstved Počet diváků: 1 494 Rozhodčí: Koo, Lee (KAR) |

| 9. prosince 2015 18:30 | Angola       | 27:29   | Polsko     | Næstved Arena, Næstved Počet diváků: 2 820 Rozhodčí: García, Marín (ESP) |
| 9. prosince 2015 18:30 | Bernardová 8 | (15:13) | Kocelová 7 | Næstved Arena, Næstved Počet diváků: 2 820 Rozhodčí: García, Marín (ESP) |
| 9. prosince 2015 18:30 | 2× 3×        | Zpráva  | 6× 3× 1×   | Næstved Arena, Næstved Počet diváků: 2 820 Rozhodčí: García, Marín (ESP) |

| 9. prosince 2015 20:45 | Švédsko       | 47:28   | Čína  | Næstved Arena, Næstved Počet diváků: 2 864 Rozhodčí: Florescuová, Stoiaová (ROM) |
| 9. prosince 2015 20:45 | Robertsová 10 | (25:14) | Yan 9 | Næstved Arena, Næstved Počet diváků: 2 864 Rozhodčí: Florescuová, Stoiaová (ROM) |
| 9. prosince 2015 20:45 | 2× 3×         | Zpráva  | 4×    | Næstved Arena, Næstved Počet diváků: 2 864 Rozhodčí: Florescuová, Stoiaová (ROM) |

| 11. prosince 2015 16:15 | Čína   | 29:32   | Angola        | Næstved Arena, Næstved Počet diváků: 1 628 Rozhodčí: Koo, Lee (KOR) |
| 11. prosince 2015 16:15 | Qiao 5 | (11:15) | Bernardová 10 | Næstved Arena, Næstved Počet diváků: 1 628 Rozhodčí: Koo, Lee (KOR) |
| 11. prosince 2015 16:15 | 1× 3×  | Zpráva  | 4×            | Næstved Arena, Næstved Počet diváků: 1 628 Rozhodčí: Koo, Lee (KOR) |

| 11. prosince 2015 18:30 | Nizozemsko   | 31:20   | Polsko                     | Næstved Arena, Næstved Počet diváků: 2 652 Rozhodčí: Ch. Bonaventurová, J. Bonaventurová (FRA) |
| 11. prosince 2015 18:30 | Abbinghová 7 | (14:10) | Achruková, Niedźwiedźová 5 | Næstved Arena, Næstved Počet diváků: 2 652 Rozhodčí: Ch. Bonaventurová, J. Bonaventurová (FRA) |
| 11. prosince 2015 18:30 | 1× 2×        | Zpráva  | 3× 4×                      | Næstved Arena, Næstved Počet diváků: 2 652 Rozhodčí: Ch. Bonaventurová, J. Bonaventurová (FRA) |

| 11. prosince 2015 20:45 | Kuba          | 25:49   | Švédsko      | Næstved Arena, Næstved Počet diváků: 2 781 Rozhodčí: Florescuová, Stoiaová (ROM) |
| 11. prosince 2015 20:45 | Martínezová 7 | (12:23) | Hagmanová 14 | Næstved Arena, Næstved Počet diváků: 2 781 Rozhodčí: Florescuová, Stoiaová (ROM) |
| 11. prosince 2015 20:45 | 7× 3×         | Zpráva  | 4× 3×        | Næstved Arena, Næstved Počet diváků: 2 781 Rozhodčí: Florescuová, Stoiaová (ROM) |

#### Skupina C
|    |           | BRA   | FRA   | GER   | KOR   | ARG   | COD   | V | R | P | Skóre   | B |
| 1. | Brazílie  | ***   | 21:20 | 24:21 | 24:24 | 23:19 | 25:11 | 4 | 1 | 0 | 118:95  | 9 |
| 2. | Francie   | 20:21 | ***   | 30:20 | 22:22 | 20:12 | 29:14 | 3 | 1 | 1 | 121:91  | 7 |
| 3. | Německo   | 21:24 | 20:30 | ***   | 40:28 | 33:13 | 37:19 | 3 | 0 | 2 | 151:114 | 6 |
| 4. | Korea     | 24:24 | 22:22 | 28:40 | ***   | 29:22 | 35:17 | 2 | 2 | 1 | 138:125 | 6 |
| 5. | Argentina | 19:23 | 12:20 | 13:33 | 22:29 | ***   | 23:15 | 1 | 0 | 4 | 89:120  | 2 |
| 6. | DR Kongo  | 11:25 | 14:29 | 19:37 | 17:35 | 15:23 | ***   | 0 | 0 | 5 | 78:150  | 0 |

| 5. prosince 2015 16:00 | Argentina | 23:15   | DR Kongo  | Kolding-Hallen, Kolding Počet diváků: 1 752 Rozhodčí: Boualloucha, Khenissi (TUN) |
| 5. prosince 2015 16:00 | Pizzová 5 | (11:10) | Mwasesa 6 | Kolding-Hallen, Kolding Počet diváků: 1 752 Rozhodčí: Boualloucha, Khenissi (TUN) |
| 5. prosince 2015 16:00 | 1× 3×     | Zpráva  | 6× 3× 1×  | Kolding-Hallen, Kolding Počet diváků: 1 752 Rozhodčí: Boualloucha, Khenissi (TUN) |

| 5. prosince 2015 18:15 | Francie     | 30:20  | Německo        | Kolding-Hallen, Kolding Počet diváků: 2 200 Rozhodčí: Al-Mawt, Marhoon (BHR) |
| 5. prosince 2015 18:15 | Pineauová 7 | (16:7) | S. Müllerová 9 | Kolding-Hallen, Kolding Počet diváků: 2 200 Rozhodčí: Al-Mawt, Marhoon (BHR) |
| 5. prosince 2015 18:15 | 3×          | Zpráva | 2× 3×          | Kolding-Hallen, Kolding Počet diváků: 2 200 Rozhodčí: Al-Mawt, Marhoon (BHR) |

| 5. prosince 2015 20:30 | Brazílie       | 24:24   | Korejská republika | Kolding-Hallen, Kolding Počet diváků: 1 430 Rozhodčí: Birch, Stenrand (DEN) |
| 5. prosince 2015 20:30 | Rodriguesová 7 | (10:12) | Ryu 7              | Kolding-Hallen, Kolding Počet diváků: 1 430 Rozhodčí: Birch, Stenrand (DEN) |
| 5. prosince 2015 20:30 | 7× 3×          | Zpráva  | 2×                 | Kolding-Hallen, Kolding Počet diváků: 1 430 Rozhodčí: Birch, Stenrand (DEN) |

| 7. prosince 2015 16:00 | DR Kongo     | 11:25  | Brazílie          | Kolding-Hallen, Kolding Počet diváků: 1 500 Rozhodčí: Al-Mawt, Marhoon (BHR) |
| 7. prosince 2015 16:00 | Mwasesaová 4 | (4:14) | Do Nascimentová 7 | Kolding-Hallen, Kolding Počet diváků: 1 500 Rozhodčí: Al-Mawt, Marhoon (BHR) |
| 7. prosince 2015 16:00 | 7× 2×        | Zpráva | 2× 3×             | Kolding-Hallen, Kolding Počet diváků: 1 500 Rozhodčí: Al-Mawt, Marhoon (BHR) |

| 7. prosince 2015 18:15 | Korejská republika | 22:22   | Francie       | Kolding-Hallen, Kolding Počet diváků: 2 100 Rozhodčí: Eliasson, Pålsson (ISL) |
| 7. prosince 2015 18:15 | Jung J. 8          | (11:11) | Nze Minková 7 | Kolding-Hallen, Kolding Počet diváků: 2 100 Rozhodčí: Eliasson, Pålsson (ISL) |
| 7. prosince 2015 18:15 | 2× 4×              | Zpráva  | 4×            | Kolding-Hallen, Kolding Počet diváků: 2 100 Rozhodčí: Eliasson, Pålsson (ISL) |

| 7. prosince 2015 20:30 | Německo        | 33:13  | Argentina                | Kolding-Hallen, Kolding Počet diváků: 1 000 Rozhodčí: Birch, Stenrand (DEN) |
| 7. prosince 2015 20:30 | S. Müllerová 7 | (17:8) | Mendozaová, Karstenová 4 | Kolding-Hallen, Kolding Počet diváků: 1 000 Rozhodčí: Birch, Stenrand (DEN) |
| 7. prosince 2015 20:30 | 3×             | Zpráva | 3×                       | Kolding-Hallen, Kolding Počet diváků: 1 000 Rozhodčí: Birch, Stenrand (DEN) |

| 8. prosince 2015 16:00 | Korejská republika | 35:17  | DR Kongo     | Kolding-Hallen, Kolding Počet diváků: 1 200 Rozhodčí: Birch, Stenrand (DEN) |
| 8. prosince 2015 16:00 | Choi 8             | (14:6) | Mwasesaová 7 | Kolding-Hallen, Kolding Počet diváků: 1 200 Rozhodčí: Birch, Stenrand (DEN) |
| 8. prosince 2015 16:00 | 1× 3×              | Zpráva | 3× 1×        | Kolding-Hallen, Kolding Počet diváků: 1 200 Rozhodčí: Birch, Stenrand (DEN) |

| 8. prosince 2015 18:15 | Francie   | 20:12  | Argentina | Kolding-Hallen, Kolding Počet diváků: 1 300 Rozhodčí: Boualloucha, Khenissi (TUN) |
| 8. prosince 2015 18:15 | 3 hráči 4 | (13:6) | Mendoza 3 | Kolding-Hallen, Kolding Počet diváků: 1 300 Rozhodčí: Boualloucha, Khenissi (TUN) |
| 8. prosince 2015 18:15 | 4× 3×     | Report | 1× 3×     | Kolding-Hallen, Kolding Počet diváků: 1 300 Rozhodčí: Boualloucha, Khenissi (TUN) |

| 8. prosince 2015 20:30 | Brazílie    | 24:21  | Německo   | Kolding-Hallen, Kolding Počet diváků: 1 500 Rozhodčí: Coulibalyová, Diabatéová (CIV) |
| 8. prosince 2015 20:30 | Amorimová 7 | (9:8)  | 3 hráči 4 | Kolding-Hallen, Kolding Počet diváků: 1 500 Rozhodčí: Coulibalyová, Diabatéová (CIV) |
| 8. prosince 2015 20:30 | 4× 3×       | Zpráva | 3×        | Kolding-Hallen, Kolding Počet diváků: 1 500 Rozhodčí: Coulibalyová, Diabatéová (CIV) |

| 10. prosince 2015 16:00 | Argentina | 19:23  | Brazílie       | Kolding-Hallen, Kolding Počet diváků: 1 800 Rozhodčí: Al-Mawt, Marhoon (BHR) |
| 10. prosince 2015 16:00 | Pizzová 6 | (8:11) | Fachinellová 7 | Kolding-Hallen, Kolding Počet diváků: 1 800 Rozhodčí: Al-Mawt, Marhoon (BHR) |
| 10. prosince 2015 16:00 | 5× 3×     | Zpráva | 4× 3×          | Kolding-Hallen, Kolding Počet diváků: 1 800 Rozhodčí: Al-Mawt, Marhoon (BHR) |

| 10. prosince 2015 18:15 | Francie        | 29:14   | DR Kongo     | Kolding-Hallen, Kolding Počet diváků: 1 200 Rozhodčí: Birch, Stenrand (DEN) |
| 10. prosince 2015 18:15 | Lacrabèreová 8 | (16:10) | Mwasesaová 7 | Kolding-Hallen, Kolding Počet diváků: 1 200 Rozhodčí: Birch, Stenrand (DEN) |
| 10. prosince 2015 18:15 | 1× 3×          | Zpráva  | 3× 2×        | Kolding-Hallen, Kolding Počet diváků: 1 200 Rozhodčí: Birch, Stenrand (DEN) |

| 10. prosince 2015 20:30 | Německo                  | 40:28   | Korejská republika | Kolding-Hallen, Kolding Počet diváků: 1 000 Rozhodčí: Boualloucha, Khenissi (TUN) |
| 10. prosince 2015 20:30 | F. Müllerová, Smitsová 6 | (14:15) | Gwon, Jung Y. 6    | Kolding-Hallen, Kolding Počet diváků: 1 000 Rozhodčí: Boualloucha, Khenissi (TUN) |
| 10. prosince 2015 20:30 | 6× 4×                    | Zpráva  | 1× 3×              | Kolding-Hallen, Kolding Počet diváků: 1 000 Rozhodčí: Boualloucha, Khenissi (TUN) |

| 11. prosince 2015 16:00 | Argentina | 22:29   | Korejská republika | Kolding-Hallen, Kolding Počet diváků: 700 Rozhodčí: Alpaidzeová, Berezkinová (RUS) |
| 11. prosince 2015 16:00 | Pizzová 6 | (12:14) | Jung J., Kim 6     | Kolding-Hallen, Kolding Počet diváků: 700 Rozhodčí: Alpaidzeová, Berezkinová (RUS) |
| 11. prosince 2015 16:00 | 4× 3×     | Zpráva  | 5× 2×              | Kolding-Hallen, Kolding Počet diváků: 700 Rozhodčí: Alpaidzeová, Berezkinová (RUS) |

| 11. prosince 2015 18:15 | Brazílie       | 21:20  | Francie     | Kolding-Hallen, Kolding Počet diváků: 1 600 Rozhodčí: Birch, Stenrand (DEN) |
| 11. prosince 2015 18:15 | Rodriguesová 5 | (11:9) | Pineauová 6 | Kolding-Hallen, Kolding Počet diváků: 1 600 Rozhodčí: Birch, Stenrand (DEN) |
| 11. prosince 2015 18:15 | 4×             | Report | 4×          | Kolding-Hallen, Kolding Počet diváků: 1 600 Rozhodčí: Birch, Stenrand (DEN) |

| 11. prosince 2015 20:30 | DR Kongo                 | 19:37   | Německo                    | Kolding-Hallen, Kolding Počet diváků: 300 Rozhodčí: Al-Mawt, Marhoon (BHR) |
| 11. prosince 2015 20:30 | Lusambaová, Milembaová 4 | (11:18) | Fischerová, S. Müllerová 8 | Kolding-Hallen, Kolding Počet diváků: 300 Rozhodčí: Al-Mawt, Marhoon (BHR) |
| 11. prosince 2015 20:30 | 3×                       | Zpráva  | 4× 3×                      | Kolding-Hallen, Kolding Počet diváků: 300 Rozhodčí: Al-Mawt, Marhoon (BHR) |

#### Skupina D
|    |            | RUS   | NOR   | ESP   | ROM   | PUR   | KAZ   | V | R | P | Skóre   | B  |
| 1. | Rusko      | ***   | 26:25 | 28:26 | 30:27 | 45:18 | 42:19 | 5 | 0 | 0 | 171:115 | 10 |
| 2. | Norsko     | 25:26 | ***   | 29:26 | 26:22 | 39:13 | 40:19 | 4 | 0 | 1 | 159:106 | 8  |
| 3. | Španělsko  | 26:28 | 26:29 | ***   | 26:18 | 39:13 | 31:10 | 3 | 0 | 2 | 148:98  | 6  |
| 4. | Rumunsko   | 27:30 | 22:26 | 18:26 | ***   | 47:14 | 36:20 | 2 | 0 | 3 | 150:116 | 4  |
| 5. | Portoriko  | 18:45 | 13:39 | 13:39 | 14:47 | ***   | 30:27 | 1 | 0 | 4 | 88:197  | 2  |
| 6. | Kazachstán | 19:42 | 19:40 | 10:31 | 20:36 | 27:30 | ***   | 0 | 0 | 5 | 95:179  | 0  |

| 5. prosince 2015 16:00 | Rumunsko     | 47:14  | Portoriko   | Arena Nord, Frederikshavn Počet diváků: 1 258 Rozhodčí: Antićová, Jakovljevićová (SER) |
| 5. prosince 2015 16:00 | Chiperová 10 | (23:3) | Hiraldová 5 | Arena Nord, Frederikshavn Počet diváků: 1 258 Rozhodčí: Antićová, Jakovljevićová (SER) |
| 5. prosince 2015 16:00 | 3× 2×        | Zpráva | 4× 3×       | Arena Nord, Frederikshavn Počet diváků: 1 258 Rozhodčí: Antićová, Jakovljevićová (SER) |

| 5. prosince 2015 18:15 | Španělsko   | 31:10  | Kazachstán   | Arena Nord, Frederikshavn Počet diváků: 1 285 Rozhodčí: Otaová, Shimajiriová (JPN) |
| 5. prosince 2015 18:15 | Martínová 6 | (16:5) | Tankinaová 4 | Arena Nord, Frederikshavn Počet diváků: 1 285 Rozhodčí: Otaová, Shimajiriová (JPN) |
| 5. prosince 2015 18:15 | 2×          | Zpráva | 2× 3×        | Arena Nord, Frederikshavn Počet diváků: 1 285 Rozhodčí: Otaová, Shimajiriová (JPN) |

| 5. prosince 2015 20:30 | Norsko | 25:26   | Rusko          | Arena Nord, Frederikshavn Počet diváků: 1 630 Rozhodčí: Horváth, Márton (HUN) |
| 5. prosince 2015 20:30 | Mørk 6 | (11:14) | Vjachirevová 9 | Arena Nord, Frederikshavn Počet diváků: 1 630 Rozhodčí: Horváth, Márton (HUN) |
| 5. prosince 2015 20:30 | 4× 3×  | Zpráva  | 6× 3×          | Arena Nord, Frederikshavn Počet diváků: 1 630 Rozhodčí: Horváth, Márton (HUN) |

| 7. prosince 2015 16:00 | Kazachstán      | 20:36   | Rumunsko               | Arena Nord, Frederikshavn Počet diváků: 771 Rozhodčí: Horváth, Márton (HUN) |
| 7. prosince 2015 16:00 | Alexandrovová 7 | (12:18) | Maneaová, Nechitaová 6 | Arena Nord, Frederikshavn Počet diváků: 771 Rozhodčí: Horváth, Márton (HUN) |
| 7. prosince 2015 16:00 | 7× 2× 1×        | Zpráva  | 2×                     | Arena Nord, Frederikshavn Počet diváků: 771 Rozhodčí: Horváth, Márton (HUN) |

| 7. prosince 2015 18:15 | Rusko        | 28:26   | Španělsko   | Arena Nord, Frederikshavn Počet diváků: 1 380 Rozhodčí: Lah, Sok (SLO) |
| 7. prosince 2015 18:15 | Bliznovová 7 | (16:14) | Martínová 6 | Arena Nord, Frederikshavn Počet diváků: 1 380 Rozhodčí: Lah, Sok (SLO) |
| 7. prosince 2015 18:15 | 7× 3×        | Zpráva  | 4× 3×       | Arena Nord, Frederikshavn Počet diváků: 1 380 Rozhodčí: Lah, Sok (SLO) |

| 7. prosince 2015 20:30 | Portoriko     | 13:39  | Norsko       | Arena Nord, Frederikshavn Počet diváků: 1 516 Rozhodčí: Otaová, Shimajiriová (JPN) |
| 7. prosince 2015 20:30 | Maldonadová 4 | (6:17) | Sullandová 7 | Arena Nord, Frederikshavn Počet diváků: 1 516 Rozhodčí: Otaová, Shimajiriová (JPN) |
| 7. prosince 2015 20:30 | 7× 3×         | Zpráva | 1× 3×        | Arena Nord, Frederikshavn Počet diváků: 1 516 Rozhodčí: Otaová, Shimajiriová (JPN) |

| 8. prosince 2015 16:00 | Rusko     | 45:18  | Portoriko     | Arena Nord, Frederikshavn Počet diváků: 647 Rozhodčí: Horváth, Marton (HUN) |
| 8. prosince 2015 16:00 | 3 hráči 6 | (22:7) | Maldonadová 5 | Arena Nord, Frederikshavn Počet diváků: 647 Rozhodčí: Horváth, Marton (HUN) |
| 8. prosince 2015 16:00 | 4× 3× 1×  | Zpráva | 8× 3×         | Arena Nord, Frederikshavn Počet diváků: 647 Rozhodčí: Horváth, Marton (HUN) |

| 8. prosince 2015 18:15 | Španělsko | 26:18   | Rumunsko   | Arena Nord, Frederikshavn Počet diváků: 1 259 Rozhodčí: Antićová, Jakovljevićová (SER) |
| 8. prosince 2015 18:15 | Penaová 7 | (13:12) | Neaguová 6 | Arena Nord, Frederikshavn Počet diváků: 1 259 Rozhodčí: Antićová, Jakovljevićová (SER) |
| 8. prosince 2015 18:15 | 2×        | Zpráva  | 2× 3×      | Arena Nord, Frederikshavn Počet diváků: 1 259 Rozhodčí: Antićová, Jakovljevićová (SER) |

| 8. prosince 2015 20:30 | Norsko      | 40:19   | Kazachstán | Arena Nord, Frederikshavn Počet diváků: 1 384 Rozhodčí: Lah, Sok (SLO) |
| 8. prosince 2015 20:30 | Herremová 7 | (20:10) | Pikalova 6 | Arena Nord, Frederikshavn Počet diváků: 1 384 Rozhodčí: Lah, Sok (SLO) |
| 8. prosince 2015 20:30 | 3×          | Zpráva  | 2× 3× 1×   | Arena Nord, Frederikshavn Počet diváků: 1 384 Rozhodčí: Lah, Sok (SLO) |

| 10. prosince 2015 16:00 | Kazachstán            | 19:42  | Rusko     | Arena Nord, Frederikshavn Počet diváků: 585 Rozhodčí: Antićová, Jakovljevićová (SER) |
| 10. prosince 2015 16:00 | Rodinová, Tankinová 5 | (9:24) | 3 hráči 7 | Arena Nord, Frederikshavn Počet diváků: 585 Rozhodčí: Antićová, Jakovljevićová (SER) |
| 10. prosince 2015 16:00 | 1× 3×                 | Zpráva | 1× 3×     | Arena Nord, Frederikshavn Počet diváků: 585 Rozhodčí: Antićová, Jakovljevićová (SER) |

| 10. prosince 2015 18:15 | Španělsko  | 39:13  | Portoriko     | Arena Nord, Frederikshavn Počet diváků: 1 060 Rozhodčí: Otaová, Shimajiriová (JAP) |
| 10. prosince 2015 18:15 | Lópezová 8 | (18:8) | Ceballosová 4 | Arena Nord, Frederikshavn Počet diváků: 1 060 Rozhodčí: Otaová, Shimajiriová (JAP) |
| 10. prosince 2015 18:15 | 2×         | Zpráva | 6× 3×         | Arena Nord, Frederikshavn Počet diváků: 1 060 Rozhodčí: Otaová, Shimajiriová (JAP) |

| 10. prosince 2015 20:30 | Rumunsko   | 22:26   | Norsko | Arena Nord, Frederikshavn Počet diváků: 1 610 Rozhodčí: Lah, Sok (SLO) |
| 10. prosince 2015 20:30 | Neaguová 8 | (10:13) | Mørk 7 | Arena Nord, Frederikshavn Počet diváků: 1 610 Rozhodčí: Lah, Sok (SLO) |
| 10. prosince 2015 20:30 | 2× 3×      | Zpráva  | 3×     | Arena Nord, Frederikshavn Počet diváků: 1 610 Rozhodčí: Lah, Sok (SLO) |

| 11. prosince 2015 16:00 | Portoriko     | 30:27   | Kazachstán | Arena Nord, Frederikshavn Počet diváků: 269 Rozhodčí: Otaová, Shimajiriová (JAP) |
| 11. prosince 2015 16:00 | Maldonadová 7 | (18:14) | Pikalová 9 | Arena Nord, Frederikshavn Počet diváků: 269 Rozhodčí: Otaová, Shimajiriová (JAP) |
| 11. prosince 2015 16:00 | 3×            | Zpráva  | 3×         | Arena Nord, Frederikshavn Počet diváků: 269 Rozhodčí: Otaová, Shimajiriová (JAP) |

| 11. prosince 2015 18:30 | Rumunsko              | 27:30   | Rusko          | Arena Nord, Frederikshavn Počet diváků: 1 415 Rozhodčí: Horváth, Márton (HUN) |
| 11. prosince 2015 18:30 | Ardeanová-Eliseiová 6 | (16:17) | Vjachirevová 6 | Arena Nord, Frederikshavn Počet diváků: 1 415 Rozhodčí: Horváth, Márton (HUN) |
| 11. prosince 2015 18:30 | 5× 3×                 | Zpráva  | 4× 3×          | Arena Nord, Frederikshavn Počet diváků: 1 415 Rozhodčí: Horváth, Márton (HUN) |

| 11. prosince 2015 20:30 | Norsko   | 29:26   | Španělsko | Arena Nord, Frederikshavn Počet diváků: 1 781 Rozhodčí: Lah, Sok (SLO) |
| 11. prosince 2015 20:30 | Mørk 6   | (18:12) | Penaová 9 | Arena Nord, Frederikshavn Počet diváků: 1 781 Rozhodčí: Lah, Sok (SLO) |
| 11. prosince 2015 20:30 | 5× 4× 1× | Zpráva  | 2× 3×     | Arena Nord, Frederikshavn Počet diváků: 1 781 Rozhodčí: Lah, Sok (SLO) |

### Play off

#### Osmifinále
| 13. prosince 2015 20:30 | Německo                  | 22:28   | Norsko    | Arena Nord, Frederikshavn Počet diváků: 1 348 Rozhodčí: Horváth, Márton (HUN) |
| 13. prosince 2015 20:30 | S. Müllerová, Smitsová 7 | (10:15) | Løkeová 9 | Arena Nord, Frederikshavn Počet diváků: 1 348 Rozhodčí: Horváth, Márton (HUN) |
| 13. prosince 2015 20:30 | 4× 3×                    | Zpráva  | 2× 3×     | Arena Nord, Frederikshavn Počet diváků: 1 348 Rozhodčí: Horváth, Márton (HUN) |

| 13. prosince 2015 20:30 | Brazílie       | 22:25  | Rumunsko      | Kolding-Hallen, Kolding Počet diváků: 1 100 Rozhodčí: García, Marín (ESP) |
| 13. prosince 2015 20:30 | Rodriguesová 5 | (8:13) | Brădeanuová 7 | Kolding-Hallen, Kolding Počet diváků: 1 100 Rozhodčí: García, Marín (ESP) |
| 13. prosince 2015 20:30 | 4× 3×          | Zpráva | 4× 2×         | Kolding-Hallen, Kolding Počet diváků: 1 100 Rozhodčí: García, Marín (ESP) |

| 13. prosince 2015 20:45 | Dánsko            | 26:19  | Švédsko   | Jyske Bank Boxen, Herning Počet diváků: 12 500 Rozhodčí: Arntsen, Røen (NOR) |
| 13. prosince 2015 20:45 | S. Jørgensenová 6 | (15:7) | Ahlmová 5 | Jyske Bank Boxen, Herning Počet diváků: 12 500 Rozhodčí: Arntsen, Røen (NOR) |
| 13. prosince 2015 20:45 | 4× 3×             | Zpráva | 3× 2×     | Jyske Bank Boxen, Herning Počet diváků: 12 500 Rozhodčí: Arntsen, Røen (NOR) |

| 13. prosince 2015 20:45 | Nizozemsko   | 36:20  | Srbsko     | Næstved Arena, Næstved Počet diváků: 2 744 Rozhodčí: Ch. Bonaventurová, J. Bonaventuraová (FRA) |
| 13. prosince 2015 20:45 | Abbinghová 6 | (17:6) | Krpežová 6 | Næstved Arena, Næstved Počet diváků: 2 744 Rozhodčí: Ch. Bonaventurová, J. Bonaventuraová (FRA) |
| 13. prosince 2015 20:45 | 6× 3×        | Zpráva | 4×         | Næstved Arena, Næstved Počet diváků: 2 744 Rozhodčí: Ch. Bonaventurová, J. Bonaventuraová (FRA) |

| 14. prosince 2015 17:45 | Španělsko | 21:22  | Francie      | Kolding-Hallen, Kolding Počet diváků: 1 400 Rozhodčí: Schulze, Tönnies (GER) |
| 14. prosince 2015 17:45 | Penaová 7 | (12:9) | Niomblaová 8 | Kolding-Hallen, Kolding Počet diváků: 1 400 Rozhodčí: Schulze, Tönnies (GER) |
| 14. prosince 2015 17:45 | 8× 4× 1×  | Zpráva | 5× 4×        | Kolding-Hallen, Kolding Počet diváků: 1 400 Rozhodčí: Schulze, Tönnies (GER) |

| 14. prosince 2015 18:00 | Polsko               | 24:23   | Maďarsko                     | Jyske Bank Boxen, Herning Počet diváků: 1 230 Rozhodčí: Lah, Sok (SLO) |
| 14. prosince 2015 18:00 | Kudłaczová-Glocová 8 | (13:14) | Hornyáková, Szucsánszkiová 5 | Jyske Bank Boxen, Herning Počet diváků: 1 230 Rozhodčí: Lah, Sok (SLO) |
| 14. prosince 2015 18:00 | 5× 4×                | Zpráva  | 1× 4×                        | Jyske Bank Boxen, Herning Počet diváků: 1 230 Rozhodčí: Lah, Sok (SLO) |

| 14. prosince 2015 20:30 | Rusko        | 30:25   | Korejská republika | Kolding-Hallen, Kolding Počet diváků: 1 100 Rozhodčí: Lenci, Grillo (ARG) |
| 14. prosince 2015 20:30 | Akopianová 6 | (16:13) | Lee 7              | Kolding-Hallen, Kolding Počet diváků: 1 100 Rozhodčí: Lenci, Grillo (ARG) |
| 14. prosince 2015 20:30 | 2× 3×        | Zpráva  | 7× 3×              | Kolding-Hallen, Kolding Počet diváků: 1 100 Rozhodčí: Lenci, Grillo (ARG) |

| 14. prosince 2015 20:45 | Černá Hora     | 38:28   | Angola        | Jyske Bank Boxen, Herning Počet diváků: 1 230 Rozhodčí: Koo, Lee (KOR) |
| 14. prosince 2015 20:45 | Radičevićová 9 | (19:13) | Bernardová 11 | Jyske Bank Boxen, Herning Počet diváků: 1 230 Rozhodčí: Koo, Lee (KOR) |
| 14. prosince 2015 20:45 | 9× 3×          | Zpráva  | 3× 2×         | Jyske Bank Boxen, Herning Počet diváků: 1 230 Rozhodčí: Koo, Lee (KOR) |

#### Čtvrtfinále
| 16. prosince 2015 17:45 | Nizozemsko   | 28:25   | Francie     | Kolding-Hallen, Kolding Počet diváků: 2 500 Rozhodčí: Horváth, Márton (HUN) |
| 16. prosince 2015 17:45 | Polmanová 10 | (15:12) | Pineauová 8 | Kolding-Hallen, Kolding Počet diváků: 2 500 Rozhodčí: Horváth, Márton (HUN) |
| 16. prosince 2015 17:45 | 5× 2×        | Zpráva  | 4× 2×       | Kolding-Hallen, Kolding Počet diváků: 2 500 Rozhodčí: Horváth, Márton (HUN) |

| 16. prosince 2015 18:00 | Polsko       | 21:20  | Rusko          | Jyske Bank Boxen, Herning Počet diváků: 8 000 Rozhodčí: Arntsen, Røen (NOR) |
| 16. prosince 2015 18:00 | Kobylińska 6 | (11:9) | Vjachirevová 5 | Jyske Bank Boxen, Herning Počet diváků: 8 000 Rozhodčí: Arntsen, Røen (NOR) |
| 16. prosince 2015 18:00 | 3×           | Zpráva | 5× 2×          | Jyske Bank Boxen, Herning Počet diváků: 8 000 Rozhodčí: Arntsen, Røen (NOR) |

| 16. prosince 2015 20:30 | Norsko | 26:25   | Černá Hora                    | Kolding-Hallen, Kolding Počet diváků: 2 800 Rozhodčí: Lah, Sok (SLO) |
| 16. prosince 2015 20:30 | Mørk 8 | (13:11) | Mehmedovićová, Radičevićová 6 | Kolding-Hallen, Kolding Počet diváků: 2 800 Rozhodčí: Lah, Sok (SLO) |
| 16. prosince 2015 20:30 | 8× 4×  | Zpráva  | 4× 1×                         | Kolding-Hallen, Kolding Počet diváků: 2 800 Rozhodčí: Lah, Sok (SLO) |

| 16. prosince 2015 20:45 | Dánsko                  | 30:31(PR) | Rumunsko    | Jyske Bank Boxen, Herning Počet diváků: 12 500 Rozhodčí: Ch. Bonaventurová, J. Bonaventurová (FRA) |
| 16. prosince 2015 20:45 | L. Jørgensenová 6       | (10:13)   | Neaguová 15 | Jyske Bank Boxen, Herning Počet diváků: 12 500 Rozhodčí: Ch. Bonaventurová, J. Bonaventurová (FRA) |
| 16. prosince 2015 20:45 | 5× 4×                   | Zpráva    | 5× 3×       | Jyske Bank Boxen, Herning Počet diváků: 12 500 Rozhodčí: Ch. Bonaventurová, J. Bonaventurová (FRA) |
| 16. prosince 2015 20:45 | ZČ: 27:27, 7m hody: 3:4 |           |             | Jyske Bank Boxen, Herning Počet diváků: 12 500 Rozhodčí: Ch. Bonaventurová, J. Bonaventurová (FRA) |

#### Semifinále
| 18. prosince 2015 18:00 | Nizozemsko  | 30:25  | Polsko               | Jyske Bank Boxen, Herning Počet diváků: 9 500 Rozhodčí: Antićová, Jakovljevićová (SER) |
| 18. prosince 2015 18:00 | Polmanová 8 | (15:8) | Kudłaczová-Glocová 5 | Jyske Bank Boxen, Herning Počet diváků: 9 500 Rozhodčí: Antićová, Jakovljevićová (SER) |
| 18. prosince 2015 18:00 | 1× 3×       | Zpráva | 4× 3×                | Jyske Bank Boxen, Herning Počet diváků: 9 500 Rozhodčí: Antićová, Jakovljevićová (SER) |

| 18. prosince 2015 20:45 | Norsko                  | 35:33(PR) | Rumunsko   | Jyske Bank Boxen, Herning Počet diváků: 10 200 Rozhodčí: Lah, Sok (SLO) |
| 18. prosince 2015 20:45 | Mørk 8                  | (17:14)   | Neaguová 8 | Jyske Bank Boxen, Herning Počet diváků: 10 200 Rozhodčí: Lah, Sok (SLO) |
| 18. prosince 2015 20:45 | 4× 3× 1×                | Zpráva    | 6× 4×      | Jyske Bank Boxen, Herning Počet diváků: 10 200 Rozhodčí: Lah, Sok (SLO) |
| 18. prosince 2015 20:45 | ZČ: 27:27, 7m hody: 8:6 |           |            | Jyske Bank Boxen, Herning Počet diváků: 10 200 Rozhodčí: Lah, Sok (SLO) |

#### Finále
| 20. prosince 2015 17:15 | Nizozemsko  | 23:31  | Norsko      | Jyske Bank Boxen, Herning Počet diváků: 12 500 Rozhodčí: Ch. Bonaventurová, J. Bonaventurová (FRA) |
| 20. prosince 2015 17:15 | Polmanová 8 | (9:20) | Herremová 7 | Jyske Bank Boxen, Herning Počet diváků: 12 500 Rozhodčí: Ch. Bonaventurová, J. Bonaventurová (FRA) |
| 20. prosince 2015 17:15 | 4× 3×       | Zpráva | 3×          | Jyske Bank Boxen, Herning Počet diváků: 12 500 Rozhodčí: Ch. Bonaventurová, J. Bonaventurová (FRA) |

#### O 3. místo
| 20. prosince 2015 14:45 | Polsko      | 22:31  | Rumunsko    | Jyske Bank Boxen, Herning Počet diváků: 11 000 Rozhodčí: Arntsen, Røen (NOR) |
| 20. prosince 2015 14:45 | Achruková 6 | (8:15) | Neaguová 10 | Jyske Bank Boxen, Herning Počet diváků: 11 000 Rozhodčí: Arntsen, Røen (NOR) |
| 20. prosince 2015 14:45 | 2× 3×       | Zpráva | 7× 3×       | Jyske Bank Boxen, Herning Počet diváků: 11 000 Rozhodčí: Arntsen, Røen (NOR) |

#### O 5. - 8. místo
| 18. prosince 2015 13:15 | Francie    | 25:31  | Rusko          | Jyske Bank Boxen, Herning Počet diváků: 3 5 Rozhodčí: Koo, Lee (KOR) |
| 18. prosince 2015 13:15 | Zaadiová 6 | (8:15) | Vjachirevová 6 | Jyske Bank Boxen, Herning Počet diváků: 3 5 Rozhodčí: Koo, Lee (KOR) |
| 18. prosince 2015 13:15 | 7× 3× 1×   | Zpráva | 9× 3×          | Jyske Bank Boxen, Herning Počet diváků: 3 5 Rozhodčí: Koo, Lee (KOR) |

| 18. prosince 2015 13:15 | Černá Hora                  | 20:28   | Dánsko            | Jyske Bank Boxen, Herning Počet diváků: 9 500 Rozhodčí: Horváth, Márton (HUN) |
| 18. prosince 2015 13:15 | Radičevićová, Kneževićová 4 | (11:15) | S. Jørgensenová 8 | Jyske Bank Boxen, Herning Počet diváků: 9 500 Rozhodčí: Horváth, Márton (HUN) |
| 18. prosince 2015 13:15 | 2× 3×                       | Zpráva  | 4× 3×             | Jyske Bank Boxen, Herning Počet diváků: 9 500 Rozhodčí: Horváth, Márton (HUN) |

#### O 5. místo
| 20. prosince 2015 12:15 | Rusko        | 25:21   | Dánsko         | Jyske Bank Boxen, Herning Počet diváků: 9 000 Rozhodčí: Lah, Sok (SLO) |
| 20. prosince 2015 12:15 | Vyakhireva 7 | (12:16) | S. Jørgensen 7 | Jyske Bank Boxen, Herning Počet diváků: 9 000 Rozhodčí: Lah, Sok (SLO) |
| 20. prosince 2015 12:15 | 3× 2×        | Zpráva  | 5× 3×          | Jyske Bank Boxen, Herning Počet diváků: 9 000 Rozhodčí: Lah, Sok (SLO) |

#### O 7. místo
| 20. prosince 2015 9:45 | Francie           | 34:23   | Černá Hora  | Jyske Bank Boxen, Herning Počet diváků: 1 000 Rozhodčí: Schulze, Tönnies (GER) |
| 20. prosince 2015 9:45 | Ayglon, Dembele 7 | (20:13) | Radičević 7 | Jyske Bank Boxen, Herning Počet diváků: 1 000 Rozhodčí: Schulze, Tönnies (GER) |
| 20. prosince 2015 9:45 | 4× 3×             | Report  | 4× 3×       | Jyske Bank Boxen, Herning Počet diváků: 1 000 Rozhodčí: Schulze, Tönnies (GER) |

### Prezidentský pohár

#### O 17. - 20. místo
| 13. prosince 2015 15:30 | Japonsko | 24:29   | Čína       | Kolding-Hallen, Kolding Počet diváků: 600 Rozhodčí: Birch, Stenrand (DEN) |
| 13. prosince 2015 15:30 | Fujii 14 | (11:16) | Jin, Sun 7 | Kolding-Hallen, Kolding Počet diváků: 600 Rozhodčí: Birch, Stenrand (DEN) |
| 13. prosince 2015 15:30 | 6× 3×    | Zpráva  | 6× 4×      | Kolding-Hallen, Kolding Počet diváků: 600 Rozhodčí: Birch, Stenrand (DEN) |

| 13. prosince 2015 20:45 | Argentina | 24:18  | Portoriko | Kolding-Hallen, Kolding Počet diváků: 400 Rozhodčí: Coulibalyová, Diabatéová (CIV) |
| 13. prosince 2015 20:45 | Salvadó 7 | (13:6) | 3 hráči 3 | Kolding-Hallen, Kolding Počet diváků: 400 Rozhodčí: Coulibalyová, Diabatéová (CIV) |
| 13. prosince 2015 20:45 | 4× 2×     | Zpráva | 7× 3×     | Kolding-Hallen, Kolding Počet diváků: 400 Rozhodčí: Coulibalyová, Diabatéová (CIV) |

#### O 17. místo
| 13. prosince 2015 20:45 | Čína  | 35:27  | Argentina    | Kolding-Hallen, Kolding Počet diváků: 200 Rozhodčí: Alpaidzeová, Berezkinová (RUS) |
| 13. prosince 2015 20:45 | Yan 8 | (20:9) | Karstenová 7 | Kolding-Hallen, Kolding Počet diváků: 200 Rozhodčí: Alpaidzeová, Berezkinová (RUS) |
| 13. prosince 2015 20:45 | 3×    | Zpráva | 3×           | Kolding-Hallen, Kolding Počet diváků: 200 Rozhodčí: Alpaidzeová, Berezkinová (RUS) |

#### O 19. místo
| 13. prosince 2015 20:45 | Japonsko       | 44:15   | Portoriko                | Kolding-Hallen, Kolding Počet diváků: 400 Rozhodčí: Antićová, Jakovljevićová (SER) |
| 13. prosince 2015 20:45 | Matsumuraová 9 | (21:17) | Ceballosová, Garcíaová 4 | Kolding-Hallen, Kolding Počet diváků: 400 Rozhodčí: Antićová, Jakovljevićová (SER) |
| 13. prosince 2015 20:45 | 4× 3×          | Zpráva  | 3×                       | Kolding-Hallen, Kolding Počet diváků: 400 Rozhodčí: Antićová, Jakovljevićová (SER) |

#### O 21. – 24. místo
| 13. prosince 2015 15:30 | Tunisko       | 28:24   | Kuba     | Jyske Bank Boxen, Herning Počet diváků: 1 500 Rozhodčí: Antićová, Jakovljevićová (SER) |
| 13. prosince 2015 15:30 | Hamrouniová 7 | (15:12) | Rizová 9 | Jyske Bank Boxen, Herning Počet diváků: 1 500 Rozhodčí: Antićová, Jakovljevićová (SER) |
| 13. prosince 2015 15:30 | 3× 2×         | Zpráva  | 4× 3×    | Jyske Bank Boxen, Herning Počet diváků: 1 500 Rozhodčí: Antićová, Jakovljevićová (SER) |

| 13. prosince 2015 18:00 | DR Kongo                | 30:31(PR) | Kazachstán  | Jyske Bank Boxen, Herning Počet diváků: 4 500 Rozhodčí: Schulze, Tönnies (GER) |
| 13. prosince 2015 18:00 | Mwasesaová 11           | (12:11)   | Tankinová 8 | Jyske Bank Boxen, Herning Počet diváků: 4 500 Rozhodčí: Schulze, Tönnies (GER) |
| 13. prosince 2015 18:00 | 5× 2×                   | Zpráva    | 8× 4×       | Jyske Bank Boxen, Herning Počet diváků: 4 500 Rozhodčí: Schulze, Tönnies (GER) |
| 13. prosince 2015 18:00 | ZČ: 26:26, 7m hody: 4:5 |           |             | Jyske Bank Boxen, Herning Počet diváků: 4 500 Rozhodčí: Schulze, Tönnies (GER) |

#### O 21. místo
| 13. prosince 2015 15:30 | Tunisko       | 39:23   | Kazachstán            | Jyske Bank Boxen, Herning Počet diváků: 100 Rozhodčí: Arntsen, Røen (NOR) |
| 13. prosince 2015 15:30 | Hamrouniová 9 | (16:12) | Rodinová, Tankinová 5 | Jyske Bank Boxen, Herning Počet diváků: 100 Rozhodčí: Arntsen, Røen (NOR) |
| 13. prosince 2015 15:30 | 2× 1×         | Zpráva  | 7× 3×                 | Jyske Bank Boxen, Herning Počet diváků: 100 Rozhodčí: Arntsen, Røen (NOR) |

#### O 23. místo
| 13. prosince 2015 15:30 | Kuba     | 29:19   | DR Kongo     | Jyske Bank Boxen, Herning Počet diváků: 100 Rozhodčí: Ch. Bonaventurová, J. Bonaventurová (FRA) |
| 13. prosince 2015 15:30 | Rizová 8 | (14:10) | Mwasesaová 7 | Jyske Bank Boxen, Herning Počet diváků: 100 Rozhodčí: Ch. Bonaventurová, J. Bonaventurová (FRA) |
| 13. prosince 2015 15:30 | 5× 2×    | Zpráva  | 6× 2×        | Jyske Bank Boxen, Herning Počet diváků: 100 Rozhodčí: Ch. Bonaventurová, J. Bonaventurová (FRA) |

## Rozhodčí
| - Julian Grillo a Sebastián Lenci - Hussain Al-Mawt a Sameer Marhoon - Anders Birch a Dennis Stenrand - Charlotte Bonaventurová a Julie Bonaventurová - Jónas Eliasson a Anton Pålsson - Tomoko Otaová a Mariko Shimajiriová - Lee Se-ok a Koo Bon-ok - Péter Horváth a Balázs Márton - Robert Schulze a Tobias Tönnies | - Kjersti Arntsen a Guro Røen - Yalatima Coulibalyová a Mamadou Diabatéová - Diana Florescuová a Anamaria Stoiaová - Viktoria Alpaidzeová a Taťjana Berezkinová - Bojan Lah a David Sok - Vanja Antićová a Jelena Jakovljevićová - Ignacio García a Andreu Marín - Ismail Boualloucha a Ramzi Khenissi |

## Konečné pořadí
| 22.              | Mistrovství světa 2015 |
| ---------------- | ---------------------- |
| Zlatá medaile    | Norsko                 |
| Stříbrná medaile | Nizozemsko             |
| Bronzová medaile | Rumunsko               |
| 4.               | Polsko                 |
| 5.               | Rusko                  |
| 6.               | Dánsko                 |
| 7.               | Francie                |
| 8.               | Černá Hora             |
| 9.               | Švédsko                |
| 10.              | Brazílie               |
| 11.              | Maďarsko               |
| 12.              | Španělsko              |
| 13.              | Německo                |
| 14.              | Jižní Korea            |
| 15.              | Srbsko                 |
| 16.              | Angola                 |
| 17.              | Čína                   |
| 18.              | Argentina              |
| 19.              | Japonsko               |
| 20.              | Portoriko              |
| 21.              | Tunisko                |
| 22.              | Kazachstán             |
| 23.              | Kuba                   |
| 24.              | DR Kongo               |